# Karl Seidenstücker
Karl Bernhard Seidenstücker (Gerbstedt, 23 marzo 1876 – Lipsia, 29 ottobre 1936) è stato un indologo, scrittore e traduttore tedesco.
Fu uno dei pionieri del buddismo in Germania. Mediante l'Associazione missionaria buddista per la Germania, fondata su sua iniziativa nel 1903, creò le prime strutture organizzative per lo sviluppo del buddismo nel mondo di lingua tedesca.

## Biografia
Karl Bernhard Seidenstücker nacque a Gerbstedt, figlio del sovrintendente e pastore maggiore Karl Seidenstücker. Dopo essersi diplomato alle Franckesche Stiftungen di Halle nel 1895, studiò scienze naturali, filosofia, medicina e filologia fino al 1902. Successivamente, approfondì l'indologia, il sanscrito, pāli, il cinese e birmano presso le università di Gottinga, Lipsia e Halle.
Nel 1902 aderì al buddismo e proseguì privatamente gli studi di lingua pāli. Lavorò intensamente sull'indologia e sulla diffusione del buddismo, traducendo inizialmente testi sul buddismo dall'inglese per la casa editrice teosofica di Hugo Vollrath a Lipsia.
Nel 1908 si sposò con Martha Dönig e la coppia ebbe un figlio e due figlie. Nel 1913 Seidenstücker conseguì il dottorato all'Università di Lipsia con una dissertazione intitolata Das Udāna; eine kanonische Schrift des Pali-Buddhismus, dedicata all'Udāna, una scrittura canonica del buddismo pāli.
Con lo pseudonimo di Bruno Freydank, criticò il cristianesimo. Sebbene contestasse anche alcuni aspetti del buddismo in Asia, definì quest'ultimo la "religione del futuro".
Arruolato nell'esercito il 1º dicembre 1916, fu congedato prima della fine della guerra per motivi di salute.
A metà degli anni Venti, Karl Seidenstücker, cresciuto in una canonica protestante, dopo essersi dichiarato buddista per due decenni, si avvicinò alla fede cattolica, che praticò fino alla morte, avvenuta nel 1936. Per questo motivo, nessuno della comunità buddista tedesca dedicò un necrologio al suo "padre fondatore".

## L'Associazione missionaria buddista e altre associazioni buddiste
Quando il primo monaco tedesco (Bhikkhu Nyanatiloka) si unì all'ordine buddista, il 15 agosto 1903 Seidenstücker contribuì in modo determinante alla fondazione della prima associazione buddista tedesca, l'Associazione missionaria buddista in Germania, con sede a Lipsia.
L'associazione fu fondata da otto persone, con Karl Seidenstücker come segretario generale. Quando questa fallì poco dopo, l'8 maggio 1905 Seidenstücker fondò la Società buddista in Germania. Nel marzo 1907 fondò la Mahabodhi-Centrale, che ebbe vita breve, e il 1º maggio 1911 il “Ramo tedesco della Società Mahabodhi”. Il 20 aprile 1913 si verificò una rottura, e Seidenstücker si ritirò dalla società, cercando di creare un'organizzazione buddista che si estendesse in tutta la Germania.
In collaborazione con i circoli teosofici, Seidenstücker pubblicò diverse riviste buddiste (Der Buddhist, Buddhistische Welt), ma divenne presto un feroce critico dei teosofi. Era molto richiesto come conferenziere sul buddismo, in particolare a Lipsia, Berlino e Halle.
Il 12 settembre 1909 fondò la Deutsche Pali-Gesellschaft (DPG) insieme a Karl Strünckmann, Walter Markgraf, Wolfgang Bohn e Franz-Joseph Bauer. Seguendo il modello britannico della Pali Text Society, questa entità si dedicava allo studio del buddismo e alla pubblicazione di testi buddisti. Tuttavia, il 18 aprile 1911, l'intero consiglio di amministrazione si dimise a causa di divergenze con Seidenstücker. Nel 1921, insieme a Georg Grimm, fondò la Altbuddhistische Gemeinde (Antica comunità buddista) a Utting am Ammersee.

## Opere

### Monografie
- Bruno Freydank (pseudonimo): Buddha und Christus: Eine buddhistische Apologetik. Buddhistischer Missionsverlag, Leipzig 1903.
- Karl Seidenstücker: Buddhistisches Vergissmeinnicht. Eine Sammlung buddhistischer Sprüche für alle Tage des Jahres. Leipzig 1905.
- Tsong Ka-Pa (pseudonimo): Die Greuel der „christlichen“ Zivilisation. Briefe eines buddhistischen Lama aus Tibet, herausgegeben von Bruno Freydank. Buddhistischer Missionsverlag, Leipzig 1903.
- Karl Seidenstücker: Buddhistische Evangelien. Eine Auswahl von Texten aus den heiligen Büchern der Buddhisten. Verlag von Anna Fändrich, Leipzig 1909
- Karl Seidenstücker: Das Udana, eine kanonische Schrift des Pali-Buddhismus. Leipzig, 1913.
- Karl Seidenstücker: Pâli-Buddhismus in Übersetzungen. Leipzig 1911. (2. Aufl. 1923)
- Karl Seidenstücker: Elementargrammatik (Laut- u. Formenlehre) der Pāli-Sprache. Harrassowitz, Leipzig 1916.
- Karl Seidenstücker: Südbuddhistische Studien. Teil 1: Die Buddha-Legende in den Skulpturen des Ânanda-Tempels zu Pagan. Meissner, Hamburg 1916. (weitere Teile nicht erschienen)
- Karl Seidenstücker: Der weltliche Anhänger des Buddha. Winke und Unterweisungen für buddhistische Laien. Sphinx-Verlag, Augsburg 1923.
- Karl Seidenstücker: Zwölf Jātaka-Reliefs am Ananda-Tempel zu Pagan. Verlag Oskar Schloss, München-Neubiberg 1926.

### Come curatore
- Der Buddhist,  1. Jahrgang, April 1905–März 1906